# Lost in Beijing
Pour plus de détails, voir Fiche technique et Distribution.
Lost in Beijing (苹果, Ping guo) est un film chinois réalisé par Li Yu, sorti en 2007.

## Synopsis
Le film est un portrait de plusieurs habitants de Pékin.

## Fiche technique
- Titre : Lost in Beijing
- Titre original : 苹果 (Ping guo)
- Réalisation : Li Yu
- Scénario : Fang Li, Li Yu et Emilie Saada
- Musique : Peyman Yazdanian
- Photographie : Wang Yu
- Montage : Zeng Jian
- Production : Fang Li
- Société de production : Beijing Poly-bona Film Distribution Company, Filmko Films Distribution, Laurel Films, The French Connection et Zhonghong Group
- Pays :  Chine
- Genre : Drame
- Durée : 112 minutes
- Dates de sortie : 
  -  Allemagne : 16 février 2007 (Berlinale)

## Distribution
- Fan Bingbing : Liu Pingguo
- Tong Dawei : An-Kun
- Tony Leung Ka-fai : Lin Dong
- Elaine Jin : Wang Mei
- Chloe Maayan : Xiao Mei
- Bao Zhenjiang : Dr. Zhang
- Li Fang : M. Lin

## Distinctions
Le film a été présenté en sélection officielle en compétition lors de Berlinale 2007.